# Apicia acrotomiata
Apicia acrotomiata là một loài bướm đêm trong họ Geometridae.